# Родоколібія плямиста
Родоколібія плямиста, колібія плямиста (Rhodocollybia maculata, syn. Collybia maculata) — гриб роду родоколібія (Rhodocollybia) родини маразмієві (Marasmiaceae), раніше належав до роду колібія (Collybia). Сучасну біномінальну назву надано у 1939 році.

## Будова
Гладенька біла шапинка 5–10 см з іржавими плямами. Пластинки білі, густі, прирослі або вільні. Волокниста біла ніжка 12 см інколи має червонясті смужки. Споровий порошок рожево-жовтий.

## Життєвий цикл
Плодові тіла з'являються в червні-листопаді.

## Поширення та середовище існування
Росте групами під березами та хвойними на пустощах та болотах. Утворює «відьмині кільця».

## Практичне використання
Гіркий гриб, який неможливо їсти.

## Галерея

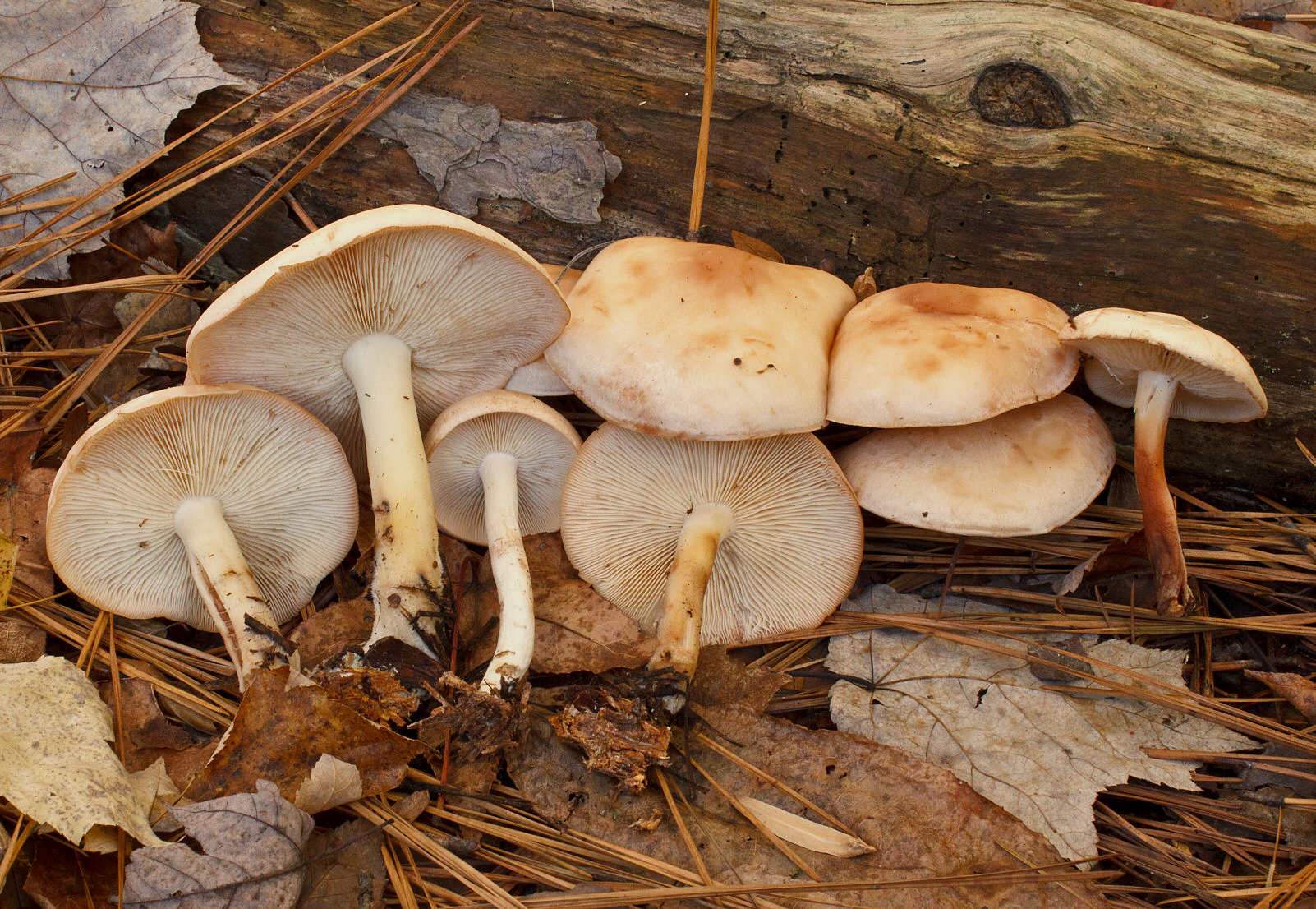
Група грибів
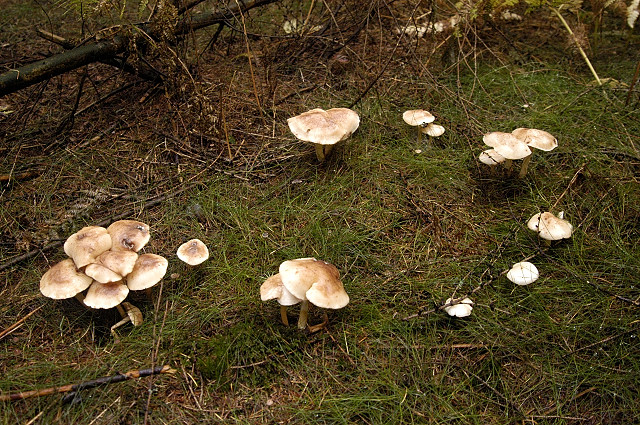
«Відьмине кільце»
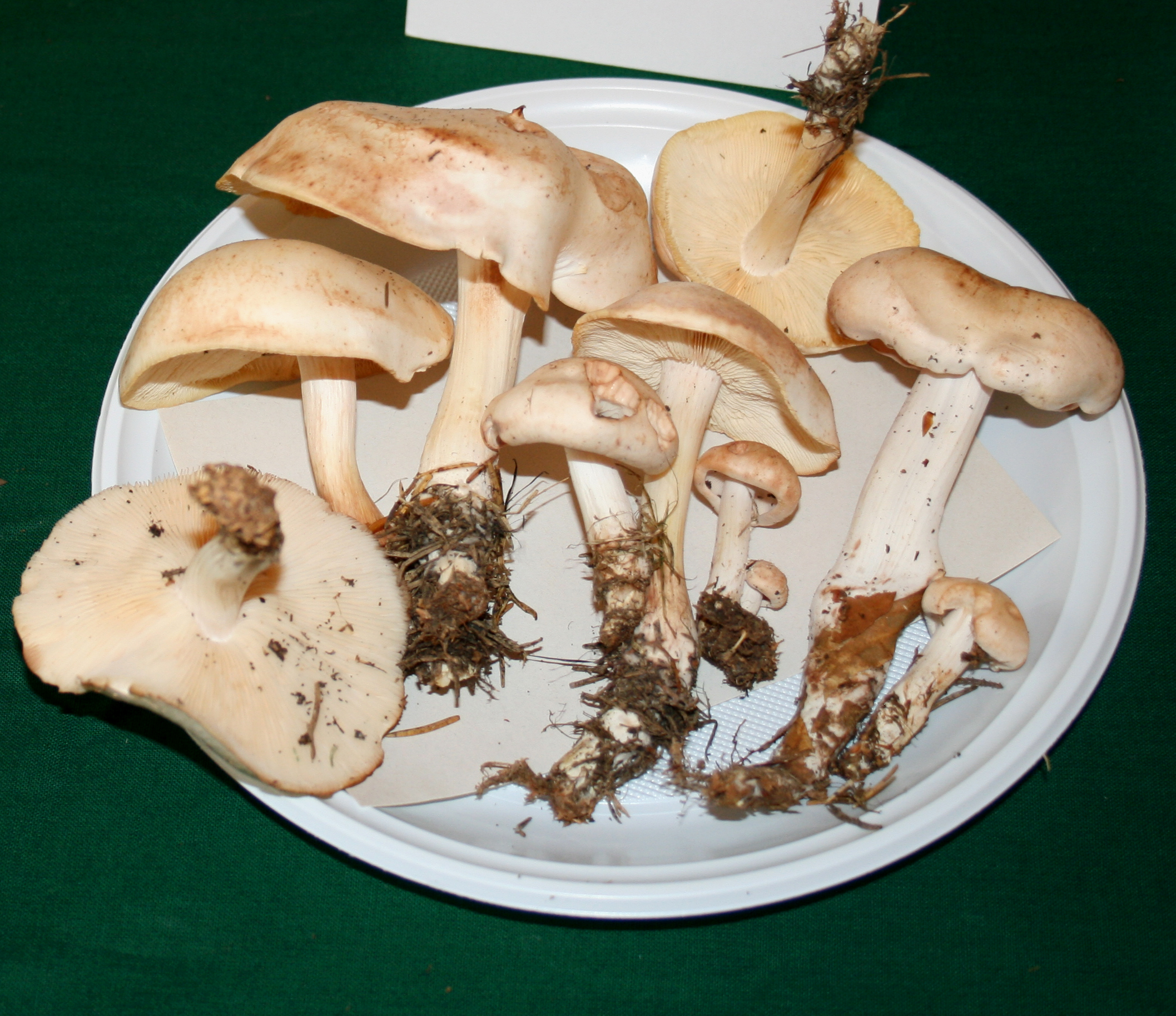
Зібрані гриби на тарілці